# 罗凯塔帕拉费亚
罗凯塔帕拉费亚（義大利語：Rocchetta Palafea），是意大利阿斯蒂省的一个市镇。总面积7.83平方公里，人口374人，人口密度47.8人/平方公里（2009年）。ISTAT代码为005095。